# Christopher Robanske
Christopher Robanske (* 30. Dezember 1989 in Calgary) ist ein ehemaliger kanadischer Snowboarder. Er startete im Snowboardcross.

## Werdegang
Robanske nahm von 2005 bis 2011 am Nor-Am Cup teil, den er in der Saison 2009/10 gewann. Sein erstes Weltcuprennen fuhr er im Februar 2009 in Cypress Mountain, welches er auf dem 35. Platz beendete. Im Dezember 2011 holte er in Telluride mit dem zweiten Rang seine erste Podestplatzierung im Weltcup. Ein Jahr später belegte er am selben Ort den dritten Platz. Bei den Snowboard-Weltmeisterschaften 2013 im Stoneham errang er den 12. Platz. Im Februar 2013 gewann er in Blue Mountain sein erstes und bisher einziges Weltcuprennen. Bei seiner ersten Olympiateilnahme 2014 in Sotschi kam er auf den 17. Rang. Zum Ende der Saison 2013/14 erreichte er in Veysonnaz den dritten Platz. Die Saison beendete er auf dem dritten Platz in der Snowboardcrosswertung. Bei den Snowboard-Weltmeisterschaften 2015 am Kreischberg belegte er den 27. Platz. Im März 2015 siegte er beim Weltcuprennen der Saison 2014/15 in La Molina und erreichte den fünften Rang im Snowboardcrossweltcup. In der Saison 2015/16 kam er im Weltcup dreimal unter die ersten Zehn, darunter Platz zwei in Sunny Valley. Zum Saisonende wurde er Siebter im Snowboardcross-Weltcup. Im folgenden Jahr belegte er bei den Snowboard-Weltmeisterschaften 2017 in Sierra Nevada den 42. Platz im Einzelwettbewerb und gewann zusammen mit Kevin Hill die Bronzemedaille im Teamwettbewerb. In der Saison 2017/18 errang er in Bansko den zweiten Platz und bei den Olympischen Winterspielen 2018 in Pyeongchang den 11. Platz.

## Teilnahmen an Weltmeisterschaften und Olympischen Winterspielen

### Olympische Winterspiele
- 2014 Sotschi: 17. Platz Snowboardcross
- 2018 Pyeongchang: 11. Platz Snowboardcross

### Snowboard-Weltmeisterschaften
- 2013 Stoneham: 12. Platz Snowboardcross
- 2015 Kreischberg: 27. Platz Snowboardcross
- 2017 Sierra Nevada: 3. Platz Snowboardcross Team, 42. Platz Snowboardcross

## Platzierungen im Weltcup

### Weltcupsiege
| Nr. | Datum           | Ort           |
| --- | --------------- | ------------- |
| 1.  | 2. Februar 2013 | Blue Mountain |
| 2.  | 21. März 2015   | La Molina     |

### Weltcup-Gesamtplatzierungen
| Saison  | Platz | Punkte |
| ------- | ----- | ------ |
| 2008/09 | 74.   | 40     |
| 2009/10 | 47.   | 152    |
| 2010/11 | 43.   | 266    |
| 2011/12 | 19.   | 1020   |
| 2012/13 | 6.    | 2384   |
| 2013/14 | 3.    | 2120   |
| 2014/15 | 5.    | 1000   |
| 2015/16 | 7.    | 2188   |
| 2016/17 | 26.   | 619    |
| 2017/18 | 30.   | 1266,8 |